# Rudolph Karl Ernst von Freymann
Rudolph Karl Ernst von Freymann a.d.H. Nursie (* 3. Januar 1821 in Riga; † 6. Dezember 1906 in Wyborg) war ein baltischer Adelsmann und russischer Generalmajor des Ingenieurdienstes. Als militärischer Bauingenieur war er maßgeblich am Festungsbau in Kronstadt und dem Bau der Eisenbahnlinie Moskau – Nowgorod beteiligt. 

## Leben
Wie auch schon sein Vater und seine Vettern trat Rudolph Karl die Militärlaufbahn an. Er begann seine militärische Laufbahn 1834, im Rang eines Conducteurs, in die Conducteurkompanie der Hauptingenieurschule (später Nikolai Ingenieurschule). Am 5. August 1841 wurde er zum Fähnrich des Feldingenieurcorps (später Militäringenieurcorps) befördert. Er absolvierte dann seine Fachausbildung zum Ingenieuroffizier und erhielt das Offizierspatent. Danach setzte er 1843 seinen Dienst bei dem Dünaburger Ingenieurskommando fort. Im Dezember desselben Jahres wurde er in das Ingenieurkommando nach Kiew versetzt. Im Jahre 1849 wurde er zum Unterleutnant befördert, für seine dortige Tätigkeit erhielt er allerhöchstes Lob und Anerkennung und erhielt 1853 die Beförderung zum Leutnant. In diesen Jahren begannen in Russland die Ausbauarbeiten für die Eisenbahnen, Rudolph Ernst gehörte zu den Ingenieuroffizieren die für den Ausbau der Eisenbahnstrecken abgestellt wurden. 1859 trat er in den Dienst der Eisenbahngesellschaft ein, welche die Linie Moskau-Nischni-Nowgorod erbaute. In dieser Position verblieb er bis 1862 und wurde 1859 zum Stabskapitän befördert. Von Oktober 1862 bis Juni 1863 wurde er dem Sankt Petersburger Ingenierkommando zugeteilt, es schloss sich dann von Juni 1863 bis Juni 1868 eine Verwendung im Ingenieurkommando und der Bauverwaltung der Festung Kronstadt an. 1863 wurde er zum Kapitän, 1869 zum Oberstleutnant und 1874 zum Oberst befördert. Er diente nun als dienstältester Offizier in der Hauptingenieurverwaltung Kronstadts. Während der Kriegsjahre 1877/78 leitete er auf der Grenzstation Ungheni den Transport der großen Donaueisenbahnlinie. Danach setzte er seine Dienststellung in Kronstadt fort. Am 20. Juni 1882 wurde er zum Generalmajor befördert und auf eigenen Wunsch, mit dem Privileg des Tragens der Uniform und den vollen Pensionsansprüchen, aus dem Dienst entlassen. Er lebte dann zuerst in Sankt Petersburg und zog dann nach Wyborg, hier verbrachte er seinen Lebensabend. Am 6. Dezember 1906 verstarb Rudolph Karl und wurde auf dem Militärfriedhof Wyborg neben seiner Ehefrau beigesetzt.

## Auszeichnungen
- 1855 Erinnerungsmedaille Krimkrieg 1853–55
- 1856 Russischer Sankt-Stanislaus-Orden (3. Klasse) verliehen.
- 1859 Schnalle für fünfzehnjährigen Dienst
- 1859 Lebenslange Nutzung Eisenbahnlinie Moskau–Nischni Nowgorod
- 1867 Russischer Orden der Heiligen Anna (3. Klasse)
- 1876 Orden des Heiligen Wladimir (4. Klasse)
- 1878 Erinnerungsmedaille an den Russisch-Osmanischen Krieg 1877/78
- 1879 Russischer Orden der Heiligen Anna (2. Klasse)

## Herkunft und Familie
Rudolph Karl stammte aus dem baltischen Adelsgeschlecht von Freymann. Er war der Sohn des russischen Generalleutnants Karl Otto von Freymann (1788–1858) und seiner Gattin erster Ehe Charlotte Helene Dorothea von Torklus (* 1821 in Riga). Im Jahre 1847 hatte er in Kiew Elisabeth Christine von Schwarz († 1902), die Tochter des Oberst Nikolai von Schwarz, geheiratet. Seine Nachkommen waren:
- Olga Margarethe Charlotte von Freymann (*/† 1848)
- Otto Nikolai Julius Samuel von Freymann (* 1849 in Kiew; † 1924 in Helsinki), russischer Generalmajor
- Nikolai Konstantin von Freymann (* 1851 in Kiew; † 1904 in Taschkent), russischer Generalmajor
- Rudolph Alexander Carl Joachim von Freymann (* 1853 in Kiew; † 1880 in Kronstadt)
- Konstantin Hermann Gustav von Freymann (*/† 1854)
- Eduard Karl Gustav von Freymann (* 1855 in Kiew; † 1920 in Moskau), russischer Generalleutnant
- Leonie Elisabeth Eugenie von Freymann (* 1858 in Kiew)
- Emma Alexandra Julie Elisabeth von Freymann (* 1862 in Wjasniki)